# Intendencia Departamental de Treinta y Tres
La Intendencia Departamental de Treinta y Tres, es el organismo encargado del gobierno local de Treinta y Tres, Uruguay. El edificio sede se encuentra en la capital departamental. 
Por el período 2020-2025 el Dr. Mario (Marito) Silvera es el Intendente Departamental.

## Intendentes
- Wilson Elso Goñi (1985-1989)
- Pedro Orlando Lemes (1989-1994)
- Díver Fernández (1994-1995)
- Walter Campanella (1995-2000)
- Wilson Elso Goñi (2000-2005)
- Gerardo Amaral (2005 - 2010)
- Dardo Sánchez Cal (2010-2017)
- Ramón da Silva (2017-2018)
- Dardo Sánchez Cal (2018-2019)
- Ramón da Silva (2019)
- Elías Fuentes (2019-2020)
- Mario Silvera (2020-)

## Autoridades[2]

### Intendente
- Dr. Mario Silvera Araujo

### Secretario General
- Sr. Horacio Bordon

### Prosecretario
- Dr. Leonardo Roda

### Directores generales
| Gestión Humana y Administración | Sr. Santiago Viera        |
| Desarrollo Económico            | Prof. Luisa Rodríguez     |
| Arquitectura y Obras            | Ing. Agr. Alfonso Carbone |
| Salud e Higiene                 | Dr. Carlos Olascuaga      |
| Desarrollo Social               | Cra. Daniela Elosegui     |
| Hacienda                        | Cr. Jorge Correa          |

## Cometidos
- Ordenamiento del tránsito en todo el departamento (menos en las rutas nacionales, que son administradas por el gobierno nacional).
- Saneamiento.
- Turismo.
- Administración de los espacios públicos.
- Medio Ambiente.
- Administración de las bibliotecas del departamento.
- Organización de espectáculos públicos.
- Obras en el departamento, etc.

## Juntas locales y Alcaldías
La Intendencia está descentralizada por medio de las Juntas Locales, ubicadas en importantes centros urbanos del Departamento como, Junta Cerro Chato, Alcaldía Santa Clara, Alcaldía Vergara, Junta Charqueada, Junta Rincón y Junta Valentines.